# Team Columbia-Highroad/Saison 2008
Dieser Artikel listet die Mannschaft und die Erfolge des Radsportteams Team Columbia-Highroad in der Saison 2008, das vom 1. Januar bis 3. Juli 2008 unter dem Namen Team High Road fuhr.

## Saison 2008

### Mannschaft
| Fahrer               | Geburtsdatum       | Land                   |
| -------------------- | ------------------ | ---------------------- |
| Michael Barry        | 18. Dezember 1975  | Kanada                 |
| Edvald Boasson Hagen | 17. Mai 1987       | Norwegen               |
| Marcus Burghardt     | 30. Juni 1983      | Deutschland            |
| Mark Cavendish       | 21. Mai 1985       | Vereinigtes Königreich |
| Gerald Ciolek        | 19. September 1986 | Deutschland            |
| Scott Davis          | 22. April 1979     | Australien             |
| John Devine          | 2. November 1985   | Vereinigte Staaten     |
| Bernhard Eisel       | 17. Februar 1981   | Österreich             |
| Linus Gerdemann      | 16. September 1982 | Deutschland            |
| Bert Grabsch         | 19. Juni 1975      | Deutschland            |
| André Greipel        | 16. Juli 1982      | Deutschland            |
| Roger Hammond        | 30. Januar 1974    | Vereinigtes Königreich |
| Adam Hansen          | 11. Mai 1981       | Australien             |
| Greg Henderson       | 10. September 1976 | Neuseeland             |
| George Hincapie      | 29. Juni 1973      | Vereinigte Staaten     |
| Kim Kirchen          | 3. Juli 1978       | Luxemburg              |
| Andreas Klier        | 15. Januar 1976    | Deutschland            |
| Servais Knaven       | 6. März 1971       | Niederlande            |
| Craig Lewis          | 1. Oktober 1985    | Vereinigte Staaten     |
| Thomas Lövkvist      | 4. April 1984      | Schweden               |
| Tony Martin          | 23. April 1985     | Deutschland            |
| Marco Pinotti        | 25. Februar 1976   | Italien                |
| Morris Possoni       | 1. Juli 1984       | Italien                |
| František Raboň      | 26. September 1983 | Tschechien             |
| Vicente Reynés       | 30. Juli 1981      | Spanien                |
| Michael Rogers       | 20. Dezember 1979  | Australien             |
| Marcel Sieberg       | 30. April 1982     | Deutschland            |
| Kanstanzin Siuzou    | 9. August 1982     | Belarus                |
| Bradley Wiggins      | 28. April 1980     | Vereinigtes Königreich |
| Stagiaires           | Stagiaires         | Nationalität           |
| Gert Dockx           | Gert Dockx         | Belgien                |
| Andrea Piechele      | Andrea Piechele    | Italien                |

### Erfolge

#### Erfolge in der ProTour 2008
| Datum                     | Rennen                                 | Fahrer               |
| ------------------------- | -------------------------------------- | -------------------- |
| 23. Januar                | 2. Etappe Tour Down Under              | André Greipel        |
| 25. Januar                | 4. Etappe Tour Down Under              | André Greipel        |
| 26. Januar                | 5. Etappe Tour Down Under              | André Greipel        |
| 27. Januar                | 6. Etappe Tour Down Under              | André Greipel        |
| 22.–27. Januar            | Gesamtwertung Tour Down Under          | André Greipel        |
| 8. April                  | 2. Etappe Baskenland-Rundfahrt         | Kim Kirchen          |
| 10. April                 | 4. Etappe Baskenland-Rundfahrt         | Kim Kirchen          |
| 29. April                 | Prolog Tour de Romandie                | Mark Cavendish       |
| 10. Juni                  | 2. Etappe Critérium du Dauphiné Libéré | George Hincapie      |
| 19. Juni                  | 6. Etappe Tour de Suisse               | Kim Kirchen          |
| 22. August                | 2. Etappe ENECO Tour                   | André Greipel        |
| 26. August                | 6. Etappe ENECO Tour                   | Edvald Boasson Hagen |
| 30. August                | 1. Etappe Deutschland Tour             | Linus Gerdemann      |
| 2. September              | 4. Etappe Deutschland Tour             | André Greipel        |
| 3. September              | 5. Etappe Deutschland Tour             | Gerald Ciolek        |
| 6. September              | 8. Etappe Deutschland Tour (EZF)       | Tony Martin          |
| 29. August – 6. September | Gesamtwertung Deutschland Tour         | Linus Gerdemann      |

#### Erfolge in den Continental Circuits 2008
| Datum          | Rennen                               | Fahrer               |
| -------------- | ------------------------------------ | -------------------- |
| 10. Januar     | Australische Zeitfahrmeisterschaft   | Adam Hansen          |
| 24. Februar    | 5. Etappe Algarve-Rundfahrt          | Bernhard Eisel       |
| 24. Februar    | 7. Etappe Kalifornien-Rundfahrt      | George Hincapie      |
| 30. März       | 2b. Etappe Critérium International   | Edvald Boasson Hagen |
| 2. April       | 2. Etappe Drei Tage von De Panne     | Mark Cavendish       |
| 3. April       | 3a. Etappe Drei Tage von De Panne    | Mark Cavendish       |
| 5. April       | Hel van het Mergelland               | Tony Martin          |
| 16. April      | Scheldeprijs                         | Mark Cavendish       |
| 17. April      | Grand Prix de Denain                 | Edvald Boasson Hagen |
| 23. April      | La Flèche Wallonne                   | Kim Kirchen          |
| 23. April      | 3. Etappe Tour de Georgia            | Greg Henderson       |
| 26. April      | 6. Etappe Tour de Georgia            | Kanstanzin Siuzou    |
| 27. April      | 7. Etappe Tour de Georgia            | Greg Henderson       |
| 21.–27. April  | Gesamtwertung Tour de Georgia        | Kanstanzin Siuzou    |
| 13. Mai        | 4. Etappe Giro d’Italia              | Mark Cavendish       |
| 23. Mai        | 13. Etappe Giro d’Italia             | Mark Cavendish       |
| 28. Mai        | 1. Etappe Bayern-Rundfahrt           | Gerald Ciolek        |
| 28. Mai        | 17. Etappe Giro d’Italia             | André Greipel        |
| 30. Mai        | 3. Etappe Bayern-Rundfahrt           | Gerald Ciolek        |
| 1. Juni        | 21. Etappe Giro d’Italia             | Marco Pinotti        |
| 17. Juni       | Prolog Ster Elektrotoer              | Tony Martin          |
| 21. Juni       | 4. Etappe Ster Elektrotoer           | Mark Cavendish       |
| 22. Juni       | Italienische Zeitfahrmeisterschaft   | Marco Pinotti        |
| 27. Juni       | Luxemburger Zeitfahrmeisterschaft    | Kim Kirchen          |
| 27. Juni       | Deutsche Zeitfahrmeisterschaft       | Bert Grabsch         |
| 28. Juni       | Norwegische Zeitfahrmeisterschaft    | Edvald Boasson Hagen |
| 28. Juni       | Tschechische Zeitfahrmeisterschaft   | Frantisek Rabon      |
| 9. Juli        | 5. Etappe Tour de France             | Mark Cavendish       |
| 10. Juli       | 4. Etappe Österreich-Rundfahrt       | André Greipel        |
| 12. Juli       | 8. Etappe Tour de France             | Mark Cavendish       |
| 12. Juli       | 6. Etappe Österreich-Rundfahrt (EZF) | Bert Grabsch         |
| 17. Juli       | 12. Etappe Tour de France            | Mark Cavendish       |
| 18. Juli       | 13. Etappe Tour de France            | Mark Cavendish       |
| 23. Juli       | 1. Etappe Sachsen-Tour               | André Greipel        |
| 24. Juli       | 18. Etappe Tour de France            | Marcus Burghardt     |
| 25. Juli       | 3. Etappe Sachsen-Tour               | André Greipel        |
| 26. Juli       | 4. Etappe Sachsen-Tour               | Bert Grabsch         |
| 23.–27. Juli   | Gesamtwertung Sachsen-Tour           | Bert Grabsch         |
| 12. August     | 3a. Etappe Tour de l’Ain             | Linus Gerdemann      |
| 12. August     | 3b. Etappe Tour de l’Ain             | Tony Martin          |
| 10.–13. August | Gesamtwertung Tour de l’Ain          | Linus Gerdemann      |
| 20. August     | Coppa Agostoni                       | Linus Gerdemann      |
| 27. August     | 1. Etappe Tour of Ireland            | Mark Cavendish       |
| 28. August     | 2. Etappe Tour of Ireland            | Mark Cavendish       |
| 29. August     | 3. Etappe Tour of Ireland            | Mark Cavendish       |
| 31. August     | 5. Etappe Tour of Ireland            | Frantisek Rabon      |
| 27.–31. August | Gesamtwertung Tour of Ireland        | Marco Pinotti        |
| 8. September   | 1. Etappe Tour of Missouri           | Mark Cavendish       |
| 9. September   | 2. Etappe Tour of Missouri           | Mark Cavendish       |
| 10. September  | 3. Etappe Tour of Britain            | Edvald Boasson Hagen |
| 11. September  | 5. Etappe Tour of Britain            | Edvald Boasson Hagen |
| 11. September  | 4. Etappe Tour of Missouri           | Michael Barry        |
| 13. September  | 7. Etappe Tour of Britain            | Edvald Boasson Hagen |
| 13. September  | 6. Etappe Tour of Missouri           | Mark Cavendish       |
| 14. September  | Rund um die Nürnberger Altstadt      | André Greipel        |
| 19. September  | Kampioenschap van Vlaanderen         | André Greipel        |
| 25. September  | Weltmeisterschaft Einzelfahren       | Bert Grabsch         |
| 3. Oktober     | Sparkassen Münsterland Giro          | André Greipel        |
| 9. Oktober     | Paris–Bourges                        | Bernhard Eisel       |